# Contea di Peyziwat
La contea di Peyziwat (排孜阿瓦提县S) o contea di Jiashi (伽师县S) è una contea della Cina, situata nella regione autonoma di Xinjiang e amministrata dalla prefettura di Kashgar.